# Mason Jackson
Pour les articles homonymes, voir Jackson.
Mason Jackson (Ovingham, 1819 — Londres, 1903) est un graveur sur bois britannique.

## Biographie
Mason Jackson naît de parents modestes à Ovingham, dans le comté de Northumberland (Angleterre du Nord-Est), le 25 mai 1819,.
Il part à Londres à l'âge de onze ans pour vivre avec son frère aîné, John Jackson (en), co-auteur avec William Andrew Chatto (en) du Treatise on Wood Engraving (« Traité de la gravure sur bois », 1839). Mason reçoit de son frère ses premières leçons de gravure sur bois,,.

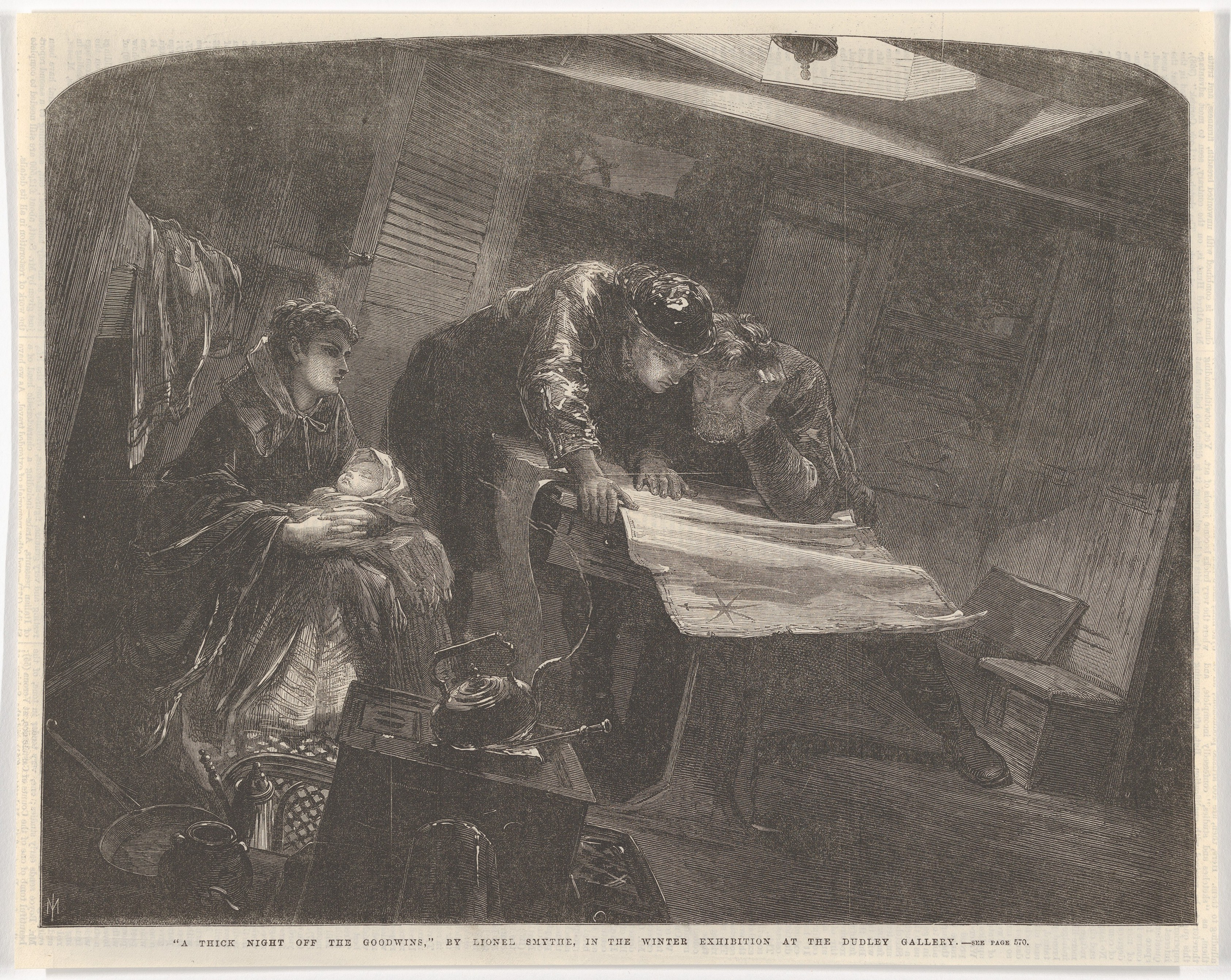
A Thick Night Off the Goodwins, illustration pour le numéro de The Illustrated London News du 4 décembre 1869 (Metropolitan Museum of Art).

En 1836, il participe à la gravure du dessin de Richard Seymour pour la couverture verte des suppléments mensuels des Pickwick Papers. Entre 1850 et 1860, Jackson se fait connaître pour ses gravures sur bois pour The Art Journal dont il est le principal graveur, ses illustrations gravées du Shakespeare de Charles Knight (1851-1852), du Compleat Angler de Walton (1856) et des Arabian Nights (1859), et pour son travail dans The Illustrated London News. À la mort de Herbert Ingram (en) en 1860, Jackson devient rédacteur artistique de ce journal, un poste qu'il occupe « avec beaucoup de compétence » jusqu'à sa retraite quelque trente ans plus tard,.
Comme son frère, Mason Jackson s'intéresse à sa profession d'un point de vue littéraire et historique, mais aussi pratique. Son livre The Pictorial Press : its Origin and Progress (1885), le premier sur le sujet en Angleterre, est un « ouvrage précieux », qui retrace l'essor et l'évolution du journalisme illustré depuis ses débuts les plus rudimentaires jusqu'à son développement moderne,.
Il meurt à Londres le 28 décembre 1903, et est enterré au cimetière de Brompton.

## Famille
Jackson épouse Lucy Tippetts le 16 juillet 1864, avec qui il a deux fils et une fille.
Cette dernière épouse le professeur Walter Raleigh (en), écrivain et poète ayant fait partie de la Cambridge Apostles, en juillet 1890.
Son fils aîné, Arthur Mason Jackson (en) (1866 — 1909), a fait ses études à la Westminster School et au Brasenose College, à Oxford, avant d'entrer dans la fonction publique indienne en 1887. Après avoir été collecteur à Nashik pendant deux ans, il y a été assassiné par un jeune brahmane le 21 décembre 1909, à la veille de son départ pour prendre les fonctions de collecteur à Bombay. Pendant son service en Inde, il a consacré ses grands talents à l'étude du sanskrit et des langues vernaculaires, et a été reconnu comme l'un des meilleurs spécialistes de l'Orient de son époque.

## Conservation
- Canada

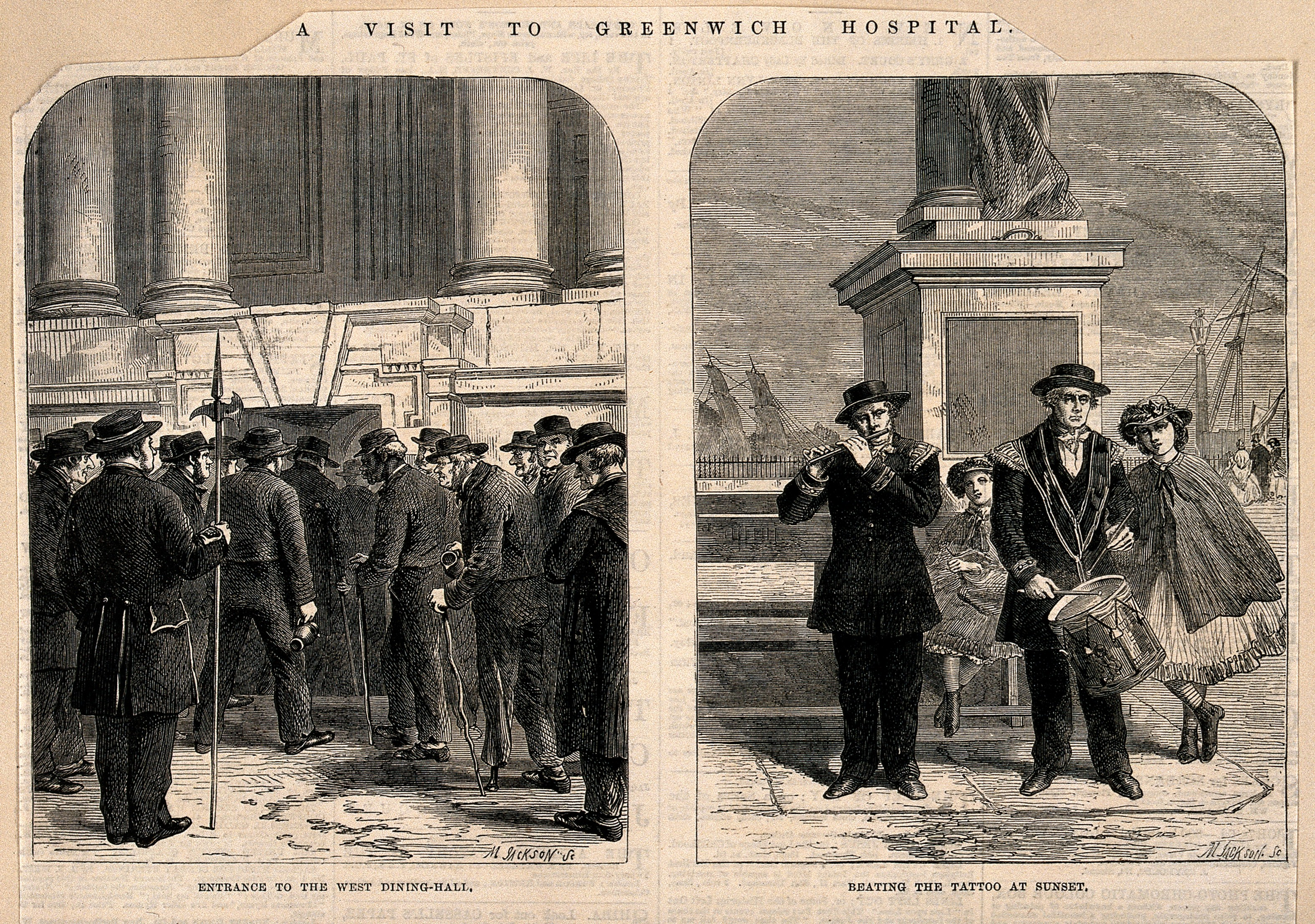
A visit to Greenwich Hospital : Entrance to the west Dining-Hall et Beating the tattoo at sunset, illustrations pour Everyday life at Greenwich Hospital (1865, Wellcome Collection).

  - Musée national des beaux-arts du Québec, Québec[6]

- États-Unis
  - Metropolitan Museum of Art, New York[7]

- Nouvelle-Zélande
  - Te Papa Tongarewa, Wellington[8]

- Royaume-Uni
  - British Museum, Londres[4]
  - National Portrait Gallery, Londres[9]
  - Wellcome Collection, Londres[10]